# Litworowa Przełęcz

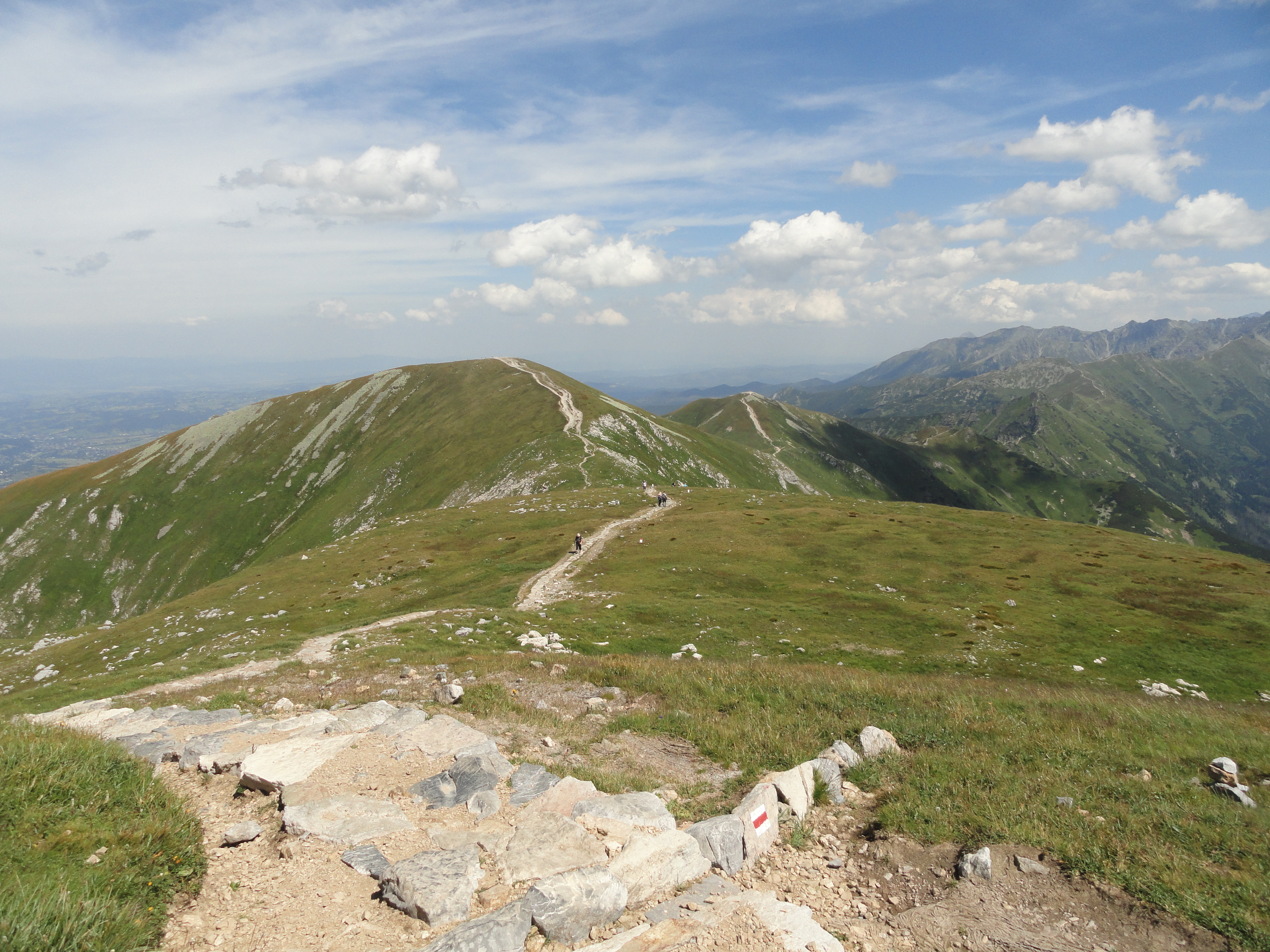
Litworowa Przełęcz mit Małołączniak

Die Litworowa Przełęcz ist ein Gebirgspass im Süden der polnischen Woiwodschaft Kleinpolen und der Slowakei in der Westtatra (Massiv der Czerwone Wierchy). Der Pass befindet sich in der Gemeinde Kościelisko im Hauptkamm der Tatra und verbindet das Tal Dolina Litworowa (Seitental der Dolina Miętusia) mit dem Tal Rozpadlá dolinka im Talsystem der Tichá dolina. Der Pass ist 2037 m ü.N.N. hoch und grenzt an die Gipfel Małołączniak sowie Krzesanica. Der Pass wurde von altersher von Schäfern genutzt. 
Auf den Pass führt ein rot markierter Wanderweg vom Kasprowy Wierch/Świnica ins Tal Dolina Kościeliska. Unterhalb des Passes befinden sich zahlreiche Karsthöhlen, wie die Litworowa Studnia, die jedoch nicht öffentlich zugängig sind.